# Onthophagus diversiformis
Onthophagus diversiformis là một loài bọ cánh cứng trong họ Bọ hung (Scarabaeidae).